# Michigan Mathematical Journal
Das Michigan Mathematical Journal ist eine mathematische Fachzeitschrift, die vom Mathematikdepartment der Universität Michigan seit 1952 herausgegeben wird. Sie ist sowohl in gedruckter als auch in elektronischer Form erhältlich.